# Чакша, Анда
Анда Чакша (латыш. Anda Čakša; род. 11 июля 1974, Сигулда, Рижский район) — латвийский врач, политический и государственный деятель. Член партии «Единство». Депутат XIV Сейма Латвии с 27 февраля 2025 года. В прошлом — министр образования и науки Латвии (2022—2025), министр здравоохранения Латвии (2016—2019), депутат XIII Сейма (2018—2022).

## Биография
Родилась 11 июля 1974 года в латвийском городе Сигулда.
В 1999 году получила образование врача в Латвийской медицинской академии. В 2002 году завершила специализацию в педиатрии. В 2007 году получила степень магистра делового администрирования (MBA) в Рижской международной школе экономики и делового администрирования.
С 2001 по 2005 год работала врачом-педиатром детского отделения интенсивной терапии Детской клинической университетской больницы (BKUS) в Риге. Также работала в фармацевтическом бизнесе.
С 2011 по 2016 год — председатель правления Детской клинической университетской больницы. С марта 2014 года по январь 2016 года была членом правления Университетской клинической больницы имени Паула Страдыня.
Была советником министра здравоохранения Латвии Гунтиса Белевича до его отставки в июне 2016 года. 16 июня назначена министром здравоохранения Латвии в правительстве под руководством премьер-министра Мариса Кучинскиса (Союз зелёных и крестьян). В декабре 2017 года вступила в Латвийскую зелёную партию. В том же месяце ушла в декретный отпуск, её обязанности временно исполнял Марис Кучинскис. В апреле 2018 года вернулась к работе.
По результатам парламентских выборов 6 октября 2018 года избрана депутатом XIII Сейма Латвии от «Союза зелёных и крестьян». В августе 2019 года перешла из Латвийской зелёной партии в партию «Единство».
По результатам парламентских выборов 2022 года избрана депутатом XIV Сейма Латвии по списку «Нового Единства».
14 декабря 2022 года назначена министром образования и науки Латвии в правительстве под руководством премьер-министра Кришьяниса Кариньша («Единство»). Сохранила пост в следующем правительстве под руководством Эвики Силини. Отправлена в отставку 26 февраля 2025 года.
27 февраля 2025 года вернулась в Сейм и избрана председателем Комиссии Сейма по бюджету и финансам.